# Yoriko Kunihara
Yoriko Kunihara (jap. 國原頼子 Kunihara Yoriko; ur. 20 listopada 1985 w Niigata) – japońska judoczka, dwukrotna brązowa medalistka mistrzostw świata.
Największym sukcesem zawodniczki są brązowe medale mistrzostw świata zdobyte w Paryżu w 2011 roku i rok wcześniej, w Tokio w kategorii do 70 kg. Dwukrotna mistrzyni Uniwersjady (2007, 2009).